# Selasih
Selasih is een bestuurslaag in het regentschap Kaur van de provincie Bengkulu, Indonesië. Selasih telt 403 inwoners (volkstelling 2010).